# Panieńska Góra

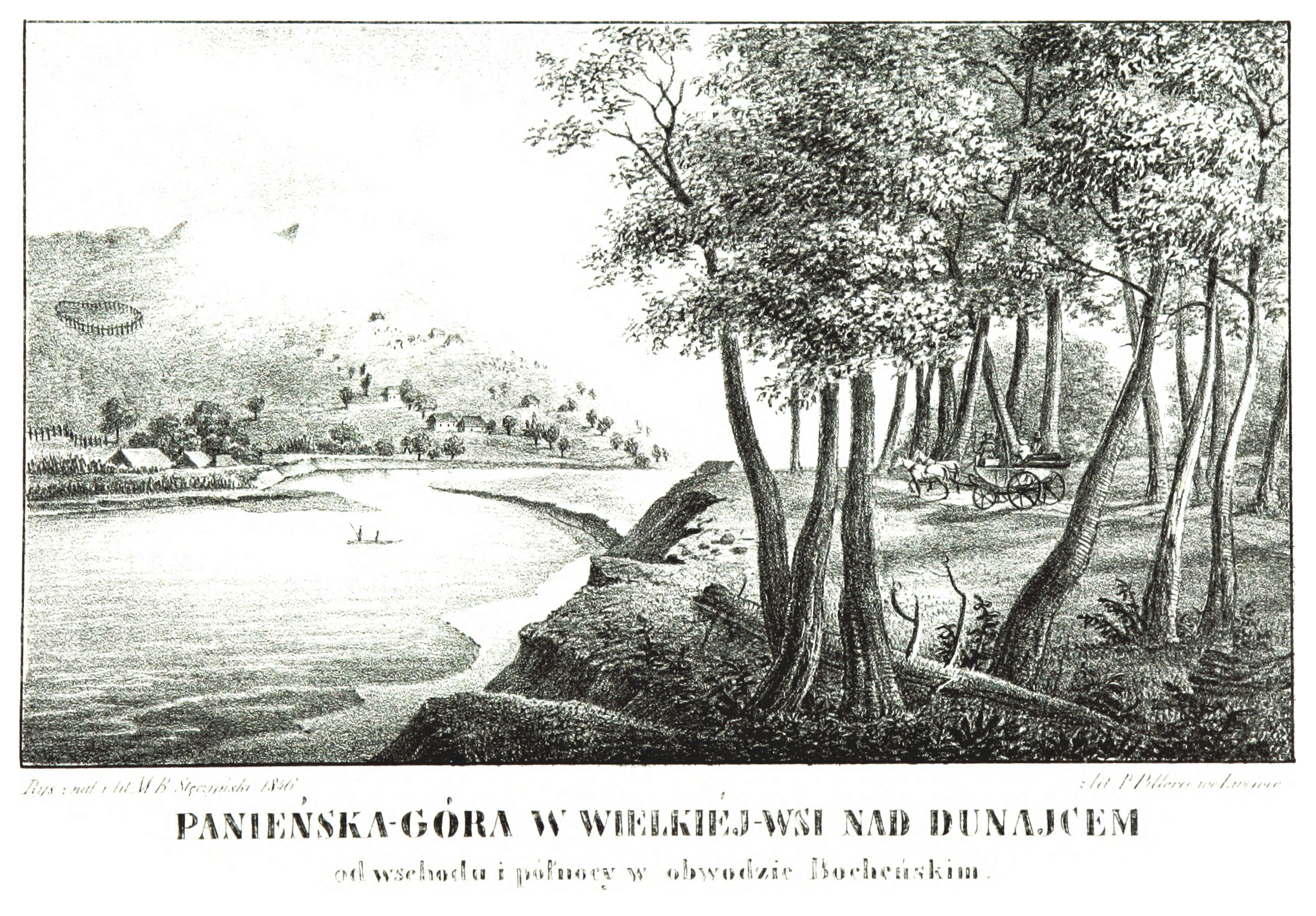
Panieńska Góra (1846)

Panieńska Góra (326 m) – najdalej na wschód wysunięte wzniesienie Pogórza Wiśnickiego. Znajduje się na terenie gminy Wojnicz w miejscowości Wielka Wieś w województwie małopolskim. Jest całkowicie porośnięte lasem. Na szczyt prowadzi niebieski szlak turystyczny rozpoczynający się na rynku w Wojniczu; można jednak wejść na niego w Wielkiej Wsi na szosie, u podnóży Panieńskiej Góry.

## Legenda
Z Panieńską Górą związana jest legenda, której akcja miała rozegrać się w II połowie XI wieku. Ówczesny król Polski, Bolesław Śmiały zorganizował ze swoimi rycerzami wyprawę do Kijowa, aby wesprzeć swojego krewniaka walczącego tam o władzę. W czasie trwającej dwa lata wyprawy żony niektórych rycerzy zdradziły swoich mężów. Ci, gdy dowiedzieli się o tym potajemnie opuścili oddział, by ukarać swoje żony. Król zaocznie skazał na śmierć zarówno dezerterów, jak i ich niewierne żony. Te wraz z kochankami schroniły się na trudno dostępnej górze i tutaj walczyły o swoje życie. Zostały jednak pokonane przez żołnierzy Bolesława i ukarane. Górę, na której walczyły od tej pory nazwano Panieńską Górą.

## Zamek Trzewlin
Szczyt Panieńskiej Góry ma obronny charakter i zostało to docenione. W XIV wieku wzniesiono na nim obronny zamek Trzewlin, który istniał do XVII wieku. Zachował się z niego tylko fragment fundamentów muru oraz fosa.

## Krzyż Jubileuszowy
Na szczycie Panieńskiej Góry istniał w przeszłości drewniany i zbutwiały już krzyż. Kilku parafian Wielkiej Góry postanowiło na jego miejscu postawić nowy, metalowy krzyż. Pomysł ten wsparł proboszcz parafii Podwyższenia Krzyża w Wielkiej Wsi. Powołano społeczny komitet, którego pracą kierował inż. Marian Pawlina. Był on też fundatorem tego krzyża. Krzyż osadzono na betonowym cokole, na którym zamontowano także tablicę z wygrawerowanym białym orłem w koronie, napisem „Bądź Twoja wola” i datą 2000 r. Krzyż poświęcono 14 września 2000 r. podczas parafialnej uroczystości ku czci Podwyższenia Krzyża Świętego.
Wzdłuż szlaku turystycznego wiodącego z Wielkiej Wsi na Panieńską Górę ustawiono 14 stacji drogi krzyżowej. Są to zwykłe drewniane krzyże z miniaturkami poszczególnych stacji. Parafianie Wielkiej Wsi dwa razy w roku odbywają pielgrzymkę ta drogą: w Wielki Piątek oraz 14 września – w uroczystość odpustową ku czci Podwyższenia Krzyża Świętego. Informacja o Krzyżu Jubileuszowym jest umieszczona na specjalnym znaku, który znajduje się przy drodze wojewódzkiej nr 975 z Wojnicza do Nowego Sącza.

## Rezerwat przyrody
Na Panieńskiej Górze znajduje się florystyczny rezerwat przyrody Panieńska Góra. Jego celem jest ochrona występujących tutaj rzadkich w Polsce gatunków storczyków – storczyka bladego i storczyka purpurowego; występują w nim również m.in. turzyca Michela, miodunka miękkowłosa oraz przetacznik pagórkowy.